# 夏の別れ (映画)
『夏の別れ』（なつのわかれ）は、1981年10月10日に公開された日本映画。『津軽じょんがら節』や『祭りの準備』などの脚本で知られる脚本家・中島丈博が興した中島丈博ぷろだくしょんの第一回製作作品。配給は東映セントラルフィルム。監督は東映出身の井上眞介。併映『とりたての輝き』の浅尾政行監督も東映で契約助監督の経験があり、それまでの東映では考えられない東映出身の新人監督の二本立てを番線で公開する珍しいケースとなった。
ヨットに憧れる少年の胸を走りすぎていった鮮烈なひと夏の出来事を描く。 

## あらすじ
真夏の湘南海岸。一人の若者が海を見ていた。高校卒業後、さしたる目的もなく無気力な毎日を送る須田浩（安藤一夫）。突然、浩は沖合に浮かぶ豪華な帆船に向って泳ぎだす。彼がそこで見たものは、古代ギリシアのアポロとヴィーナスのような男女の開放的かつ健康的なセ〇クスだった。その素晴らしさは浩のセ〇クス観を一変させた。この一瞬から、浩は自分のヴィーナスを求めはじめた。そしてついにヴィーナスを見つけた。売れっ子の美しいファッションモデル・磯村響子（萬田久子）。しかし響子に相手にされない。浩は、待ち伏せ、強〇、家宅〇法侵入と、あらゆる手段を労して響子との一夜のベッドインまで持って行こうと画策する。

## キャスト
- 須田浩：安藤一夫
- 磯村響子：萬田久子
- 前田美紀：麻生えりか
- 田俊介：滝田栄
- おふくろ：佐々木すみ江
- おやじ：井川比佐志
- 須田美也子：五十嵐めぐみ
- 朝倉：平田昭彦
- 戸張：小林薫
- 松原：倉崎青児
- 青木：小宮守
- 杉浦：溝口舜亮
- 今野：星野一義
- ハーバーマスター：津嘉山正種
- カメラマン：立木義浩
- カメラ助手：粟津號
- 朝倉家別荘女中：青木和代
- アポロのような男：渡辺裕之
- 女相撲のような女1：あき竹城
- 上流階級の女：扇ひろ子
- 上流階級の女：内田あかり

## スタッフ
- 監督：井上眞介
- 脚本：中島丈博
- 製作：中島丈博・阿部雄二
- プロデューサー：中村賢一
- 製作補：莟宣次
- 撮影：小林達比古
- 美術：山下宏
- 音楽プロデューサー：東元晃
- 編集：宮澤誠一
- 録音：矢野勝久
- 照明：上村栄喜
- 助監督：萩谷泰夫

## 製作
中島丈博は製作にあたり、「最近は暗い内容の青春映画が多いので、ヨットに憧れる少年を主人公に、誰にも覚えのある青春の痛みをノスタルジックに描くのが狙い」と話した。
ヌードも披露する萬田久子が、映画と同タイトルのアルバムを発売している。

## 同時上映
『とりたての輝き』
- 主演：本間優二、監督：浅尾政行

## 作品の評価

### 興行成績
1981年春の段階では、この年秋の東映ラインアップは、『獣たちの熱い眠り』（松田優作主演予定）、『野獣刑事』（菅原文太主演予定）、『鬼龍院花子の生涯』（仲代達矢ほか三大女優）と発表されていた。『鬼龍院花子の生涯』が半年、『野獣刑事』が一年公開が延びた影響で、ストックが無くなり、思い切った新人監督の二本立てが組まれた。しかし札幌東映では上映は一週間で打ち切られ、ジャッキー・チェンの旧作三本立てに変更されたといわれる。

### 作品評
- 山根貞男は「まったくよくあるパターンだが、一味違う。主人公の少年の憧れが、年上の女・萬田久子に対する強引な行動力として描かれ、そのがむしゃらさが爽快。が、主人公の行動力が映画全体の若い力にまで結晶せず、結局、一味違う程度の青春映画に終わったことが実に惜しい」などと評した[6]。

- 『シティロード』は「若さだけが持つ無鉄砲さと、沸き上がるようなエネルギーに溢れ、久しぶりに気分のいい青春映画に出会ったって感じ。オーソドックスなストーリーではあるけれど、少年の変〇者紙一重の強引さには、青春映画ならではの説得力がある」などと評した[7]。